# Pansermuseet i Oksbøl
Pansermuseet i Oksbøl, officielt Hærens Kampskoles Køretøjshistoriske Samling, er Danmarks største samling af militære panserkøretøjer og diverse andre effekter brugt i det danske forsvar i perioden fra 1945 til nutiden. Udover kampvogne indeholder museet også diverse historiske våben og uniformer.
Det blev oprettet i 1984 i tilknytning til Varde Kaserne og åbnede i 1992 som "Varde Artilleri Museum" under Museet for Varde By og Omegn og blev i 2005 et specialmuseum for artilleriet. 
Pansermuseum’s-delen drives stadig af HKSKHF, mens Artillerimuseum’s-delen drives af Vardemuseerne, hvor Vardemuseerne står for den daglig praktik og kustoder samt en stor del af formidlingen på det kombinerede museum, mens der samarbejdes om udstillings opbygning osv.
De sammenbragte udstillinger kaldes nu for Panser- & Artillerimuseet.
Kampvognsudstillingen indeholder et eksemplar af alle de kampvogne, der har gjort tjeneste i den danske hær siden 1945. Den nyeste kampvogn i den danske hær, Leopard 2A5, er dog ikke på museet som den eneste undtagelse.
De fleste udstillede genstande kan man komme tæt på og i mange tilfælde også berøre.